# Elio Tiriolo
Elio Tiriolo (Simeri Crichi, 26 aprile 1927 – Roma, 13 ottobre 1982) è stato un politico italiano.

## Biografia
Esponente della Democrazia Cristiana in Calabria, venne eletto per la prima volta senatore alle elezioni politiche del 1972, confermando il seggio anche nel 1976 e nel 1979. Ricoprì anche il ruolo di sottosegretario di Stato in sette diversi governi; morì per un'improvvisa emorragia cerebrale da sottosegretario ai Trasporti proprio mentre si trovava presso la sede del ministero la mattina del 13 ottobre 1982, all'età di 55 anni.